# Бордзиловский, Евгений Иванович
Евгений Иванович Бордзиловский  (укр. Євген Іванович Бордзиловский; 10 сентября 1875 года, Киев — 8 ноября 1949 года, Киев) — украинский советский ботаник, член-корреспондент Академии наук УССР (1939).

## Биография
Родился в Киеве в семье хранителя Ботанического кабинета Университета святого Владимира, морфолога и систематика растений Ивана Бордзиловского. Окончил Киевский университет, после чего работал в ботаническом саду того же университета (1903-1915). С 1919 года — сотрудник АН СССР. В 1935-1941 годах — заведующий отделом систематики высших растений Института ботаники АН УССР.

## Научная деятельность
Принимал участие в составлении издания «Флора УССР». Труда Бордзиловского посвящены вопросам флористики и систематики растений. Исследовал флору Закавказья, Украины и Белоруссии.

## Основные труды
- К флоре Кавказа // Зап. Киев. об-ва естествоиспытателей. 1915. Т. 25;
- Нові види рослин з Кавказу // УБОЖ. 1926. Кн. 3;
- Дикорослі лікарські рослини флори УРСР, їх опис, збирання й сушіння: Спец. видання АН УРСР. К., 1935;
- Бур'яни УРСР. К., 1937;
- Родини Лілійні, Амарилилісові, Півникові, Зозулинцеві // Флора УРСР. 1950. Т. 3;
- Родини Ремнецвітові, Санталові, Хвилівникові, Ніктагінові, Лаконосні, Аїзові, Портулакові // Флора УРСР. 1952. Т. 4;
- Родини Макові, Каперцеві, Резедові, Росичкові, Товстолисті, Ломикаменеві // Флора УРСР. 1953. Т. 5.